# There's a Girl in My Heart
There's a Girl in My Heart é um filme de comédia musical estadunidense dirigido por Arthur Dreifuss e estrelado por Lee Bowman, Elyse Knox e Gloria Jean. Foi produzido pela Allied Artists e lançado em 19 de dezembro de 1949.

## Elenco
- Lee Bowman como Terrence Dowd
- Elyse Knox como Claire Adamson
- Gloria Jean como Ruth Kroner
- Peggy Ryan como Sally Mullin
- Lon Chaney Jr. como Johnny Colton
- Ludwig Donath como Prof. Joseph Kroner
- Ray MacDonald como Danny Kroner
- Joel Marton como Dr. Henlein
- Richard Lane como Sgt. Mullin
- Irene Ryan como Sra. Mullin
- Lanny Simpson como Lennie Dowd
- Paul Guilfoyle como Padre Callaghan
- Iris Adrian como Lulu Troy
- Kay Anne Nelson como Carol Anne
- Martin Garralaga como Luigi
- Lee Tung Foo como Charlie Li
- Robert Emmett Keane como Capt. Blake